# روز هيلبورن
دام روز هيلبورن رتبة الإمبراطورية البريطانية (19 آب\أغسطس 1914 - 8 كانون أول\ديسمبر 2005)، محاضِرة بارزة في فترة ما بعد الحرب في المملكة المتحدة. شملت مسيرتها العديد من «الريادة النسوية»، فقد كانت أول امرأة تحقق درجة الشرف من الدرجة الأولى في القانون في جامعة ليفربول، أول امرأة تفوز بمنحة دراسية في غرايز إن، وإحدى أول امرأتين يتم تعينهما مستشارتين في مجلس الملكة في إنجلترا، وأول امرأة تعمل في قضية قتل، وأول امرأة تعمل «قاضٍ مسجل»، وأول امرأة قاضية تجلس على كرسي الحكم في أولد بيلي، وهي أول امرأة تعمل أمين صندوق في غرايز إن. كما كانت ثاني امرأة يتم تعيينها قاضٍ في المحكمة العليا في إنجلترا وويلز بعد إليزابيث لين.